# أغسطس بلمونت الرابع
أغسطس بلمونت الرابع (بالإنجليزية: August Belmont IV)‏  (و. 1908 – 1995 م) هو مصرفي الاستثمار ‏ أمريكي، ولد في نيويورك، توفي في ايستون، عن عمر يناهز 87 عاماً.

## التعليم
تعلم في جامعة هارفارد.